# 물시계

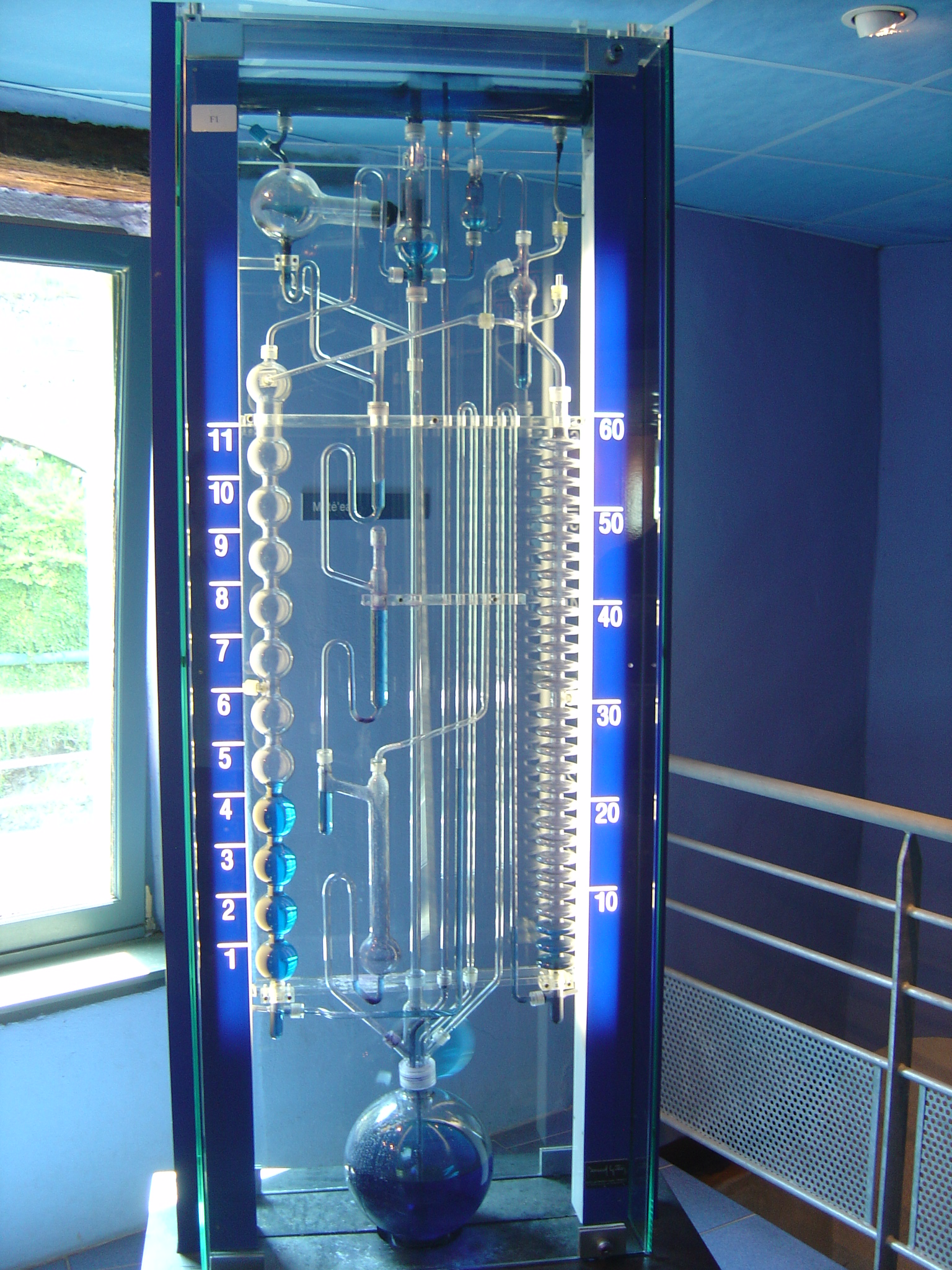
근대의 물시계

물시계, 누각(漏刻) 또는 누수기(漏水器, 영어: Water clock 또는 Clepsydra)는 물이 그 양을 측정할 수 있는 용기로 일정한 속도로 흐르게 하여 그 양을 측정하여 시간을 알 수 있게 하는 시계이다. 물시계는 해시계와 더불어 가장 오랜 시계로 추측되며, 언제부터 사용되었는지는 잘 알 수 없다. 바빌로니아나 이집트에서는 기원전 1600년경부터 그릇 모양의 용기에 물을 담아 시간을 측정하는 물시계가 사용되었고, 이후 그리스·로마에서도 사용되었다. 인도와 중국에서도 이른 시기에 물시계를 사용한 증거가 있으나, 언제부터인지는 확실하지 않다.
한국에서는 통일신라시대에 물시계를 사용·관리한 기록이 있으며, 1434년 세종대왕의 명에 의해 장영실이 만든 자동으로 시간을 알리는 물시계인 자격루가 유명하다.

## 같이 보기
- 해시계
- 수운의상대
- 자격루
- 혼천의
- 조선 세종